# Resolució 1385 del Consell de Seguretat de les Nacions Unides
La Resolució 1385 del Consell de Seguretat de les Nacions Unides fou adoptada per unanimitat el 19 de desembre de 2001. Després de recordar totes les resolucions anteriors sobre la situació a Sierra Leone, en particular les resolucions 1132 (1997), 1171 (1998), 1299 (2000) i 1306 (2000), el Consell va ampliar les sancions contra la importació de diamants en brut, excepte els controlats pel govern del país durant 11 mesos més, a partir del 5 de gener de 2002.
El Consell de Seguretat va acollir amb beneplàcit els progressos realitzats en el procés de pau de Sierra Leone i els esforços del govern del Govern de Sierra Leone per ampliar la seva autoritat a les zones productores de diamants amb assistència de la Missió de les Nacions Unides a Sierra Leone (UNAMSIL). Hi havia preocupació pel paper del comerç il·lícit de diamants en el conflicte. Va donar la benvinguda a la creació d'un règim de certificació en relació amb les exportacions veïnes de diamants en brut, i es van esforçar per trencar el vincle entre el conflicte armat i el comerç il·lícit de diamants.
Actuant en virtut del Capítol VII de la Carta de les Nacions Unides, el Consell va acollir amb beneplàcit l'establiment d'un règim de certificat d'origen per al comerç de diamants a Sierra Leone i que va frenar el flux de diamants de sang. Les restriccions sobre el comerç de diamants de conflicte (excepte els controlats pel govern) es van allargar durant 11 mesos addicionals. La resolució també va assenyalar que el Consell podria rescindir les mesures si així ho decidís i va demanar al secretari general Kofi Annan que publiqués les disposicions de la resolució vigent i les obligacions que imposava.